# 蒙速办
“蒙速办”APP是中國大陸内蒙古自治区、盟市、旗县“三级”共建共用的统一移动政务服务平台，上线于2020年5月8日。

## 发展历史
- 2020年5月8日，服務上线[1]
- 2021年6月，包头政务app以及微信和支付宝小程序下线，迁移至“蒙速办”[2]
- 2022年8月，“蒙速办”App新增“提前还清全部公积金贷款”“公积金贷款还清证明打印”“对冲偿还其它行业中心贷款”和“对冲偿还商业银行贷款”4项公积金业务服务[3]